# (472232) 2014 FW71
(472232) 2014 FW71 est un objet de la ceinture de Kuiper, faisant partie des cubewanos.

## Caractéristiques
(472232) 2014 FW71 mesure environ 300 kilomètres de diamètre.